# Нагорный (Петушинский район)
Нагорный — посёлок в Петушинском районе Владимирской области России, административный центр Нагорного сельского поселения.

## География
Посёлок расположен в 1,5 км к востоку от Покров и в 16 км на запад от райцентра города Петушки близ автодороги М-7 «Волга».

## История
Посёлок образован в 1960-х годах при создании Владимирской государственной зональной машиноиспытательной станции. 
С 1967 года посёлок являлся центром Нагорного сельсовета Петушинского района, с 2005 года — центр Нагорного сельского поселения.

## Население
| 2002 | 2010 | 2021 |
| ---- | ---- | ---- |
| 726  | ↗807 | ↘604 |

## Инфраструктура
В посёлке имеются сельский дом культуры, детский сад № 38, фельдшерско-акушерский пункт. 

## Экономика
В посёлке расположены ФГУ «Владимирская государственная зональная машиноиспытательная станция», строительная компания «Стройарсенал», производственное предприятие «Покровский пряник». 